# 中能離岸風力發電場
中能離岸風力發電場位於臺灣彰化縣大城鄉外海，經濟部能源局所公布之第29號離岸風力發電場場址上，為中國鋼鐵公司與丹麥哥本哈根基礎建設基金兩家公司合資成立的中能發電公司所籌畫成立，目前正在進行海上基樁打設工程，預計2024年底完工商轉。

## 沿革

### 背景
中華民國政府推動能源轉型政策，並訂定再生能源於2025年需於臺灣電網的容量占比達到20%，其中又以太陽光電與離岸風力發電為發展重點，並且依據國際工程顧問公司4C Offshore評定，臺灣西部的臺灣海峽為全世界最優良海上風場之一，因此能源局初步規劃2025年離岸風力發電裝置容量目標達到5.7GW以上。
而離岸風力發電因當時臺灣不具有開發經驗，能源局訂定離岸風力發電發展分為示範、評選、區塊競標等三階段實施，第一階段的示範由台電離岸風力發電場、海洋離岸風力發電場、與福海離岸風力發電場等三家拔得頭籌。

### 規劃
中國鋼鐵公司為具有官股背景的臺灣鋼鐵廠，配合政府政策，與具有離岸風力發電開發經驗的丹麥哥本哈根基礎建設基金合作，於2015年成立中能發電公司，並在該年10月2日向能源局提出彰化縣大城鄉外海的第29號離岸風場「中能離岸風力發電開發場址申請計畫書」該案在2018年5月獲得能源局備查，共配300MW開發容量，第29號廠址面積約36.54平方公里，離岸最近距離約10公里。
2018年3月中能風場通過行政院環境保護署環境影響評估審查。
2019年1月取得籌設許，2月與台灣電力公司簽訂風力發電離岸系統電能購售契約。依規定中能離岸風場需在2024年底前完工商轉。同年12月11日中能發電公司正式成立。
2020年7月7日中能公司因應風機基樁更改為三腳式水下基樁，提送環保署環境影響評估差異分析審查，經審查會後決議補件再審，對此中能公司將風機改採用裝置容量更大型機組，以減少機組數，而獲得還差分析審查通過。
2021年6月9日中能公司與丹麥維斯塔斯公司簽署離岸風力發電機採購合約，第一階段將採購31部該公司生產的V164-9.5MW型風力發電機。
2021年12月8日中能公司在「臺灣國際智慧能源週」活動上宣布新臺幣450億元的專案融資已到位，將陸續通知各相關設備、零件承包商開工許可，該融資案為首度由臺灣八大行庫在內的公股銀行統籌主辦，總計有16間臺灣本土銀行，含外商銀行全數為20間參與計畫，專案融資認購率超過200％，創下臺灣離岸風電聯貸認購紀錄。
2022年5月、6月，以及8月中能場融資案分別獲得《The Asset》雜誌臺灣離岸風電年度最佳專案融資計畫、2022年度亞洲法律大獎年度最佳專案融資財務交易獎，以及《IJ Global》雜誌亞太區年度最佳離岸風場融資計畫獎等紀錄。

### 施工

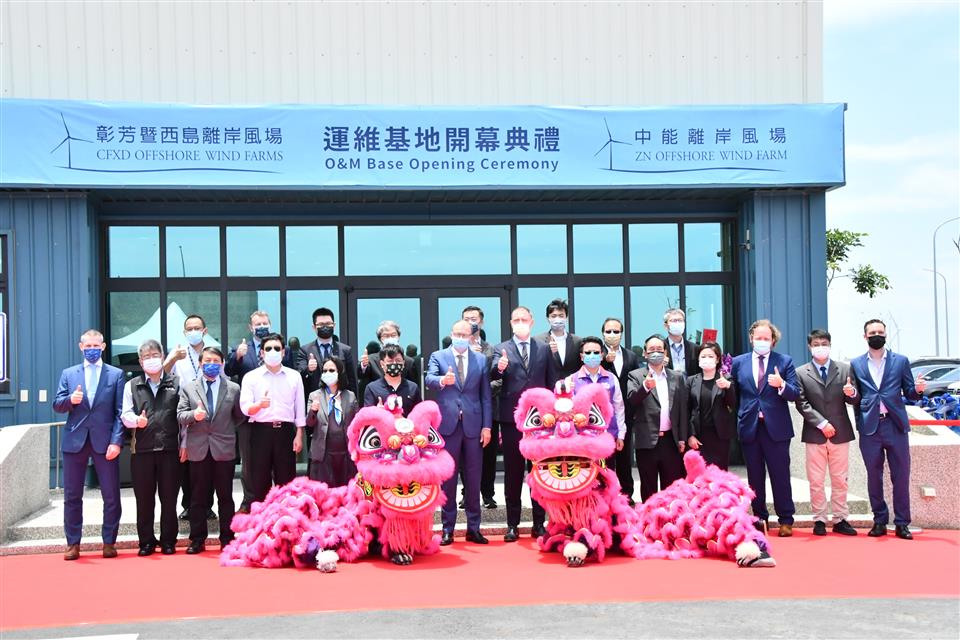
彰芳暨西島及中能風場運維基地落成典禮。

2022年5月18日中能公司與彰芳暨西島離岸風力發電場共同宣布位於彰化縣的運維基地完工啟用，該基地將作為兩座離岸風力發電場的設備維修與運轉調度中心使用，也是亞太地區首座離岸風電運維基地，該基地後續也將配合與鄰近的私立建國科技大學合作，以建教生模式培養當地學生畢業後就近投入離岸風力發電產業。
2022年7月17日中能發電公司與中鼎集團旗下俊鼎公司簽約，由俊鼎公司位於高雄市小港區南星自由貿易港區的俊鼎大林廠，承攬製造中能風場所需的水下基樁，預計於2023年3月起經高雄港船運至彰化陸續交貨。
2023年3月24日中能發電公司宣布，由俊鼎公司承攬製造的93支水下基樁全數完成驗收，並交由台灣國際造船公司旗下的台船環海風電工程公司承攬運輸基樁作與打設工程，計畫安裝31部維斯塔斯公司生產的V164-9.5MW型風力發電機。

## 設施

### 發電機組
| 風力發電機類型               | 風力發電類型 | 機組數量 | 裝置容量（MW） | 商轉日期 | 狀態   |
| ---------------------------- | ------------ | -------- | -------------- | -------- | ------ |
| 丹麦維斯塔斯公司V164-9.5MW型 | 海域風力發電 | 31       | 294.5MW        | 2024年   | 施工中 |

| 風力發電機類型               | 風力發電類型 | 機組數量 | 裝置容量（MW） | 商轉日期 | 狀態   |
| ---------------------------- | ------------ | -------- | -------------- | -------- | ------ |
| 丹麦維斯塔斯公司V174-9.5MW型 | 海域風力發電 | 19       | 180.5MW        |          | 規劃中 |

### 輸電設施
中能離岸風場計畫以海底電纜串連所有風力發電機組，並引至彰化北側共同廊道於彰濱工業區崙尾區上岸，再經工業區內自設的陸上電氣室升壓後，引接至台灣電力公司所屬的彰一（乙）開閉所與台電電網併聯。